# Duch z Canterville (film 1967)
Duch z Canterville – film telewizyjny produkcji polskiej z 1967 roku w reżyserii Ewy i Czesława Petelskich, adaptacja noweli Oscara Wilde’a pod tym samym tytułem.
Zdjęcia kręcono na Zamku w Oporowie.

## Obsada
- Czesław Wołłejko – duch; lord Canterville
- Anna Wojciechowska – Virginia Otis
- Aleksander Dzwonkowski – Hiram Otis
- Barbara Ludwiżanka – Patrycja Otis
- Jan Ciecierski – kamerdyner Georg
- Grzegorz Minkiewicz – Bob, brat Virginii
- Witold Dębicki – Jim, brat Virginii

## Fabuła
Amerykański biznesmen Hiram Otis wraz z żoną i trojgiem dzieci przeprowadza się do Anglii. Kupuje zamek od lorda Canterville – potomka pierwszego właściciela zamku Sir Simone’a de Canterville. Lord ostrzega Otisa, że w zamku straszy duch, mieszkający tam od czterystu lat. Ten jednak nie wierzy w duchy. Po pewnym czasie znika córka Otisa.